# Tinda (kuchnia)

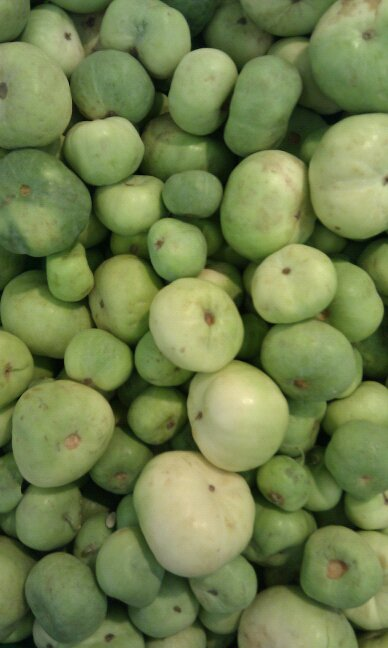
Tinda

Tinda – niedojrzałe owoce jednorocznej tropikalnej rośliny Praecitrullus fistulosus z rodziny dyniowatych. Niewielkie okrągłe owoce, zwane też baby pumpkin lub apple gourd stanowią popularne warzywo wykorzystywane w kuchni indyjskiej. Spożywane są również nasiona, po uprzednim uprażeniu.